# Giara (cheval)
Vous lisez un « bon article » labellisé en 2020.
Le Giara (sarde : Cuaddeddu de sa Jara) est une race de chevaux rare, qui vit à l'état semi-sauvage sur le plateau de la giara de Gesturi (it), en Sardaigne. Vraisemblablement introduite sur cette île durant l'Antiquité, elle occupe peu à peu une vaste aire de répartition, et s'adapte aux conditions climatiques locales, notamment aux sécheresses estivales, en diminuant de taille sous l'effet de la sélection naturelle. Mis au travail agricole par les habitants sardes, ces petits chevaux risquent l'extinction avec la motorisation de l'agriculture. Des mesures de protection sont mises en place à partir de 1971, aboutissant à la création d'un stud-book. 
Le cheval de la Giara présente des crins très fournis, et une robe sombre. Adapté à son environnement rude et sec, il est particulièrement rustique et résistant. La race est désormais surtout un argument touristique pour la Sardaigne. Dans les années 2010, le cheptel est d'environ 500 sujets.

## Dénomination et sources
En sarde, il est nommé Cuaddeddu de sa Jara,, son nom en italien étant Cavallino della Giara, ce qui se traduit par « petit cheval de la Giara ». La race porte le nom du plateau basaltique du centre et du Sud de la Sardaigne, où elle vit,.
Il est historiquement connu sous le nom d'« Achetta » (une graphie plus correcte en sarde étant « Acchetta »). Ce mot sarde tombé en désuétude désigne tout cheval de petite taille. Ce mot est un diminutif issu de la racine ácha, arrivé dans la langue sarde via le catalan ou l'alguérois (h)aca (« petit cheval »), proche de l'espagnol haca, jaca.
Cette race est aussi connue sous le nom de « poney sarde », et surnommée « cheval nain ».
Elle est décrite dans la base de données DAD-IS et dans l'encyclopédie de CAB International (2016), mais elle n'est que citée dans celle de l'université de l'Oklahoma (2007).

## Histoire

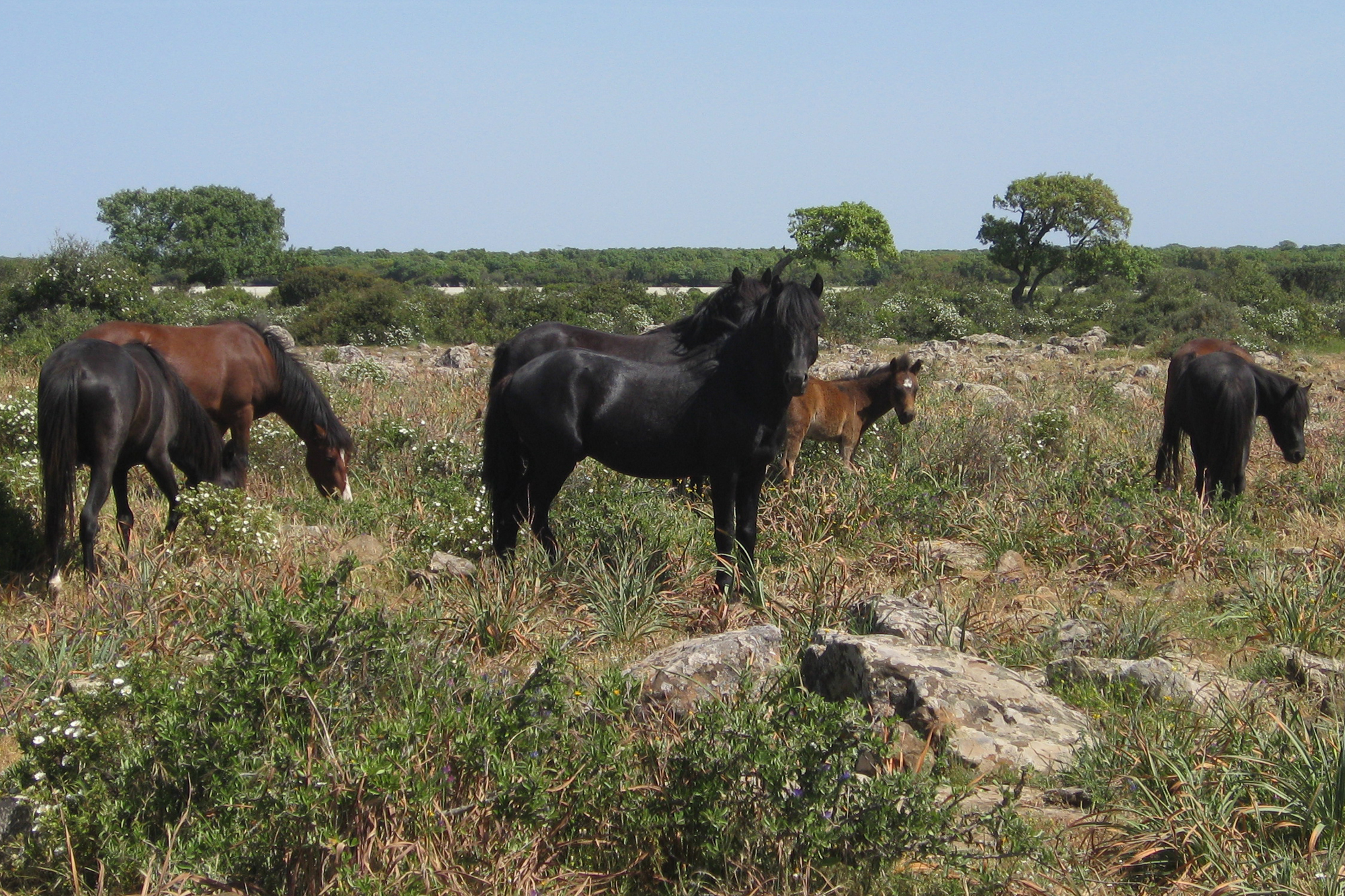
Groupe de chevaux de la Giara à Gesturi.

Les origines de ce cheval sont anciennes et incertaines, mais il n'est vraisemblablement pas autochtone de Sardaigne, aucune recherche archéologique n'ayant permis de retrouver des squelettes de chevaux antérieurs à l'époque du Nuragique tardif. Par le passé, il a été pris à tort pour une sous-espèce du cheval à part entière. Il est peut-être importé en Sardaigne par les Phéniciens ou les Grecs, au Ve ou IVe siècle av. J.-C.,. Il est présumé présent sur cette île au moins depuis l'Antiquité,. Les chevaux actuels sont un vraisemblable reliquat de populations sauvages présentes sur l'île à la fin du Moyen Âge. Les études génétiques suggèrent que cette population équine a occupé par le passé une aire de répartition beaucoup plus vaste que l'actuelle.
La première attestation écrite d'une présence de chevaux sauvages en Sardaigne remonte à 1540. En 1774, Cetti décrit trois différents types de chevaux en Sardaigne : le selvaticus (sauvage), le vulgar (ordinaire ou commun), et le di razza (de race) : la description du selvaticus correspond au Giara actuel.
Jusque dans les années 1950, ces chevaux vivent totalement libres. Si le cheval de la Giara est utilisé pour les travaux des champs, il ne l'est que quelques mois dans l'année ; le reste du temps, il retourne à son état sauvage. Avec l'arrivée de la motorisation agricole dans les années 1960, il risque l'extinction. De nombreux sujets de la race sont abattus pour leur viande ou dressés pour la selle. Les sujets survivants retournent à l'état sauvage.
L'Institut d'Accroissement Hippique de la Sardaigne (Istituto di Incremento Ippico della Sardegna) à Orzieri créé, en 1971, à Foresta Burgos, un centre d'élevage et de repeuplement où sont élevés des sujets sélectionnés d'après les critères précis de la race. Une association de race est ensuite créée, en 1976.
Depuis 1991, le Giara est inclus aux animaux gérés via le registre italien des races chevalines et asines à diffusion limitée (Registro Anagrafico delle razze Equine ed Asinine a limitata diffusione). En 2014, le gouvernement italien lève 300 000 € de fonds pour la préservation du cheval de la Giara.

## Description

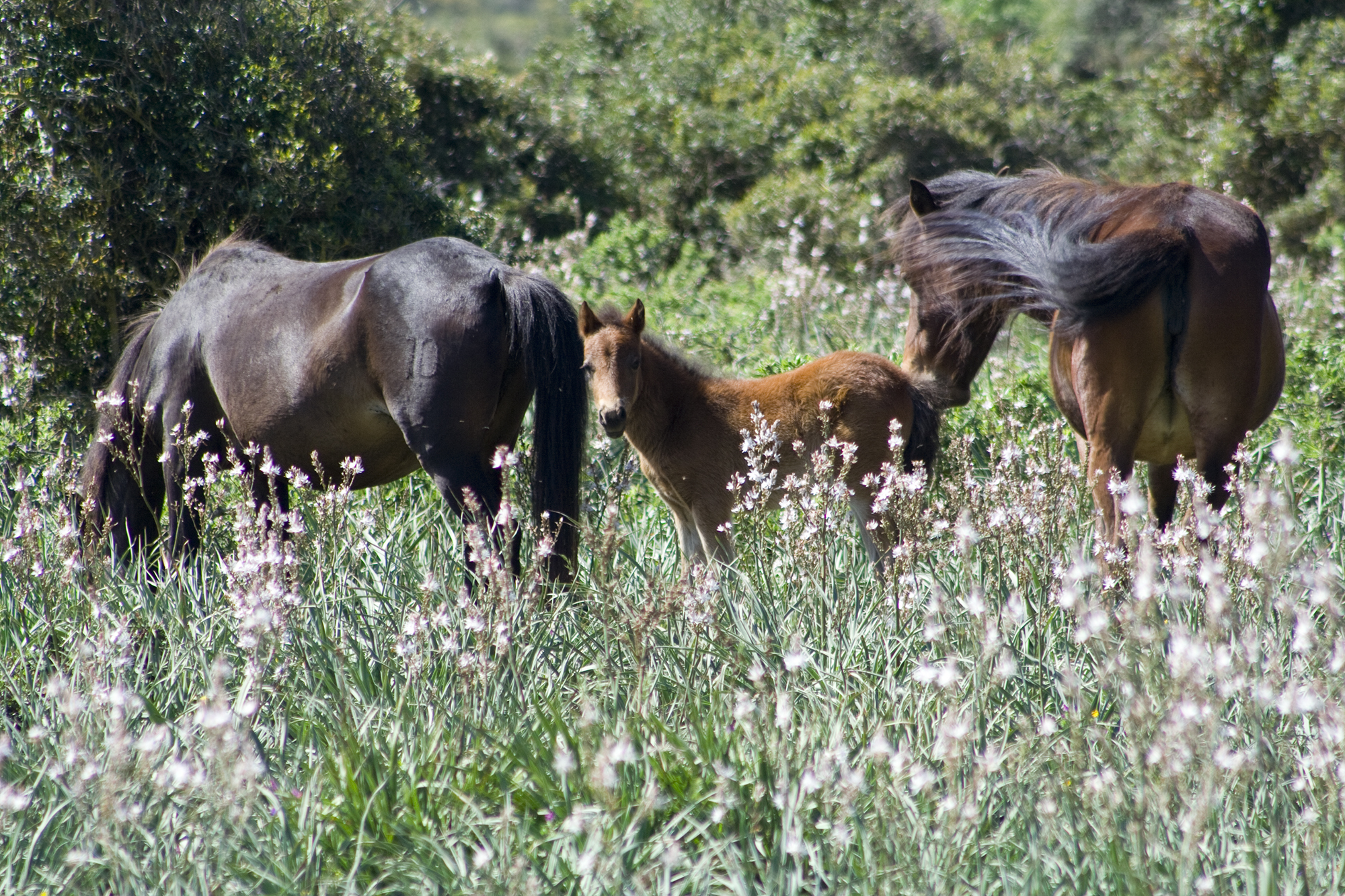
Groupe de chevaux de la Giara au printemps.

La base de données DAD-IS indique une taille moyenne de 1,30 m chez les juments, et 1,35 m chez les mâles. CAB International cite une fourchette de taille allant de 1,15 m à 1,35 m. Bien que cette taille soit celle d'un poney, le Giara est considéré comme un cheval en raison de sa morphologie. Sa taille s'est réduite par sélection naturelle, avec les carences induites par son environnement, en particulier les sécheresses estivales.

### Morphologie
Le type général est dolichomorphe. La tête est grande, carrée, avec des ganaches prononcées, deux oreilles « en amande », et un toupet abondant. L'encolure est forte. Le garrot est peu prononcé, le thorax peu profond, le dos solide et bien soutenu. La croupe est courte et inclinée, avec une queue attachée bas.
Ses membres sont fins, et ses articulations sèches. Le pied est petit et solide. Le crin est remarquablement fourni.

### Robe
La robe est unie et de teinte sombre, généralement baie, noire ou alezane.

### Tempérament, entretien et allures
Il est adapté à son environnement rude et sec. Le Giara est un animal agile et très rustique, de pied sûr, robuste, de par son habitat d'origine. Son mode de vie semi-sauvage le rend plutôt craintif et vif. Il l'expose aussi à de l'endoparasitage. La race est notamment parasitée par Fasciola hepatica. L'organisation sociale des hardes sauvages a été étudiée.
La concentration en testostérone dans le sang des étalons est la plus élevée au mois d'avril, et par extension durant la première moitié de l'année, ce qui est cohérent avec les taux trouvés chez d'autres races de chevaux.

### Sélection
Chaque année, les troupeaux sont rassemblés et les poulains marqués et enregistrés. 
Le croisement entre un Giara et le cheval arabe donne un Giarab, plus sportif.
La race a fait l'objet de plusieurs analyses du génome mitochondrial. Le Giara est génétiquement assez proche du Sarcidano, car il présente les mêmes haplogroupes, et souvent les mêmes haplotypes que lui, mais il est distinct de l'Anglo-arabe sarde. Ces chevaux ont peu de variation d'haplogroupes, car ils sont souvent rattachés à l'haplogroupe G (à 56,4 %), théoriquement originaire d'Asie et du Moyen-Orient, mais largement répandu chez de nombreuses races de chevaux de par le monde, ce qui le rapproche des autres races d'Eurasie occidentale.

## Utilisations

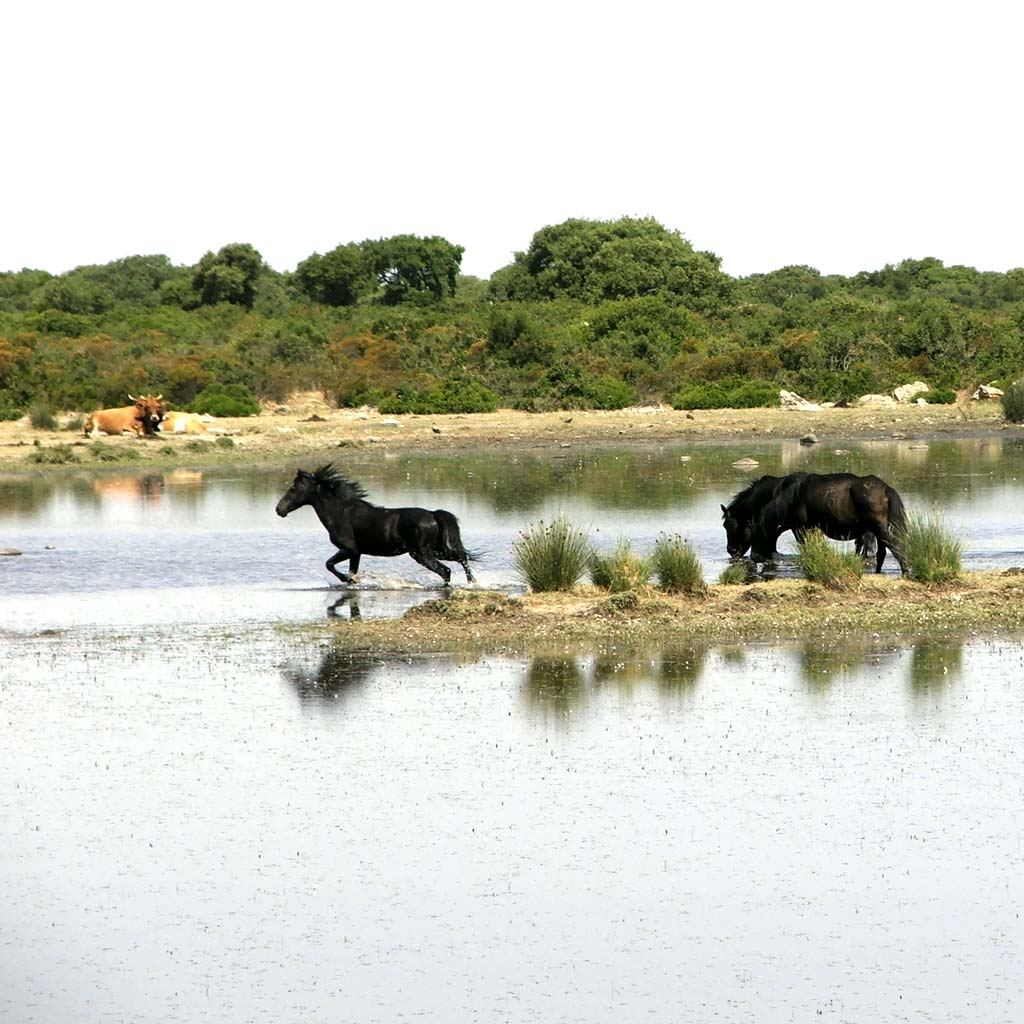
Chevaux de la Giara à Genoni.

Bien qu'il se rencontre le plus souvent à l'état semi-sauvage, on l'utilise aussi, rarement et s'il est bien dressé, comme monture pour les enfants,, notamment pour les sports équestres sur poney. Il sert aussi de cheval agricole. Il a été suggéré de l'utiliser en équithérapie. Dans les années 1980, il était surtout élevé pour sa viande.
Les Giara actuels sont surtout un argument touristique pour l'île de Sardaigne. Ces chevaux vivent en hardes sauvages,.

## Diffusion de l'élevage

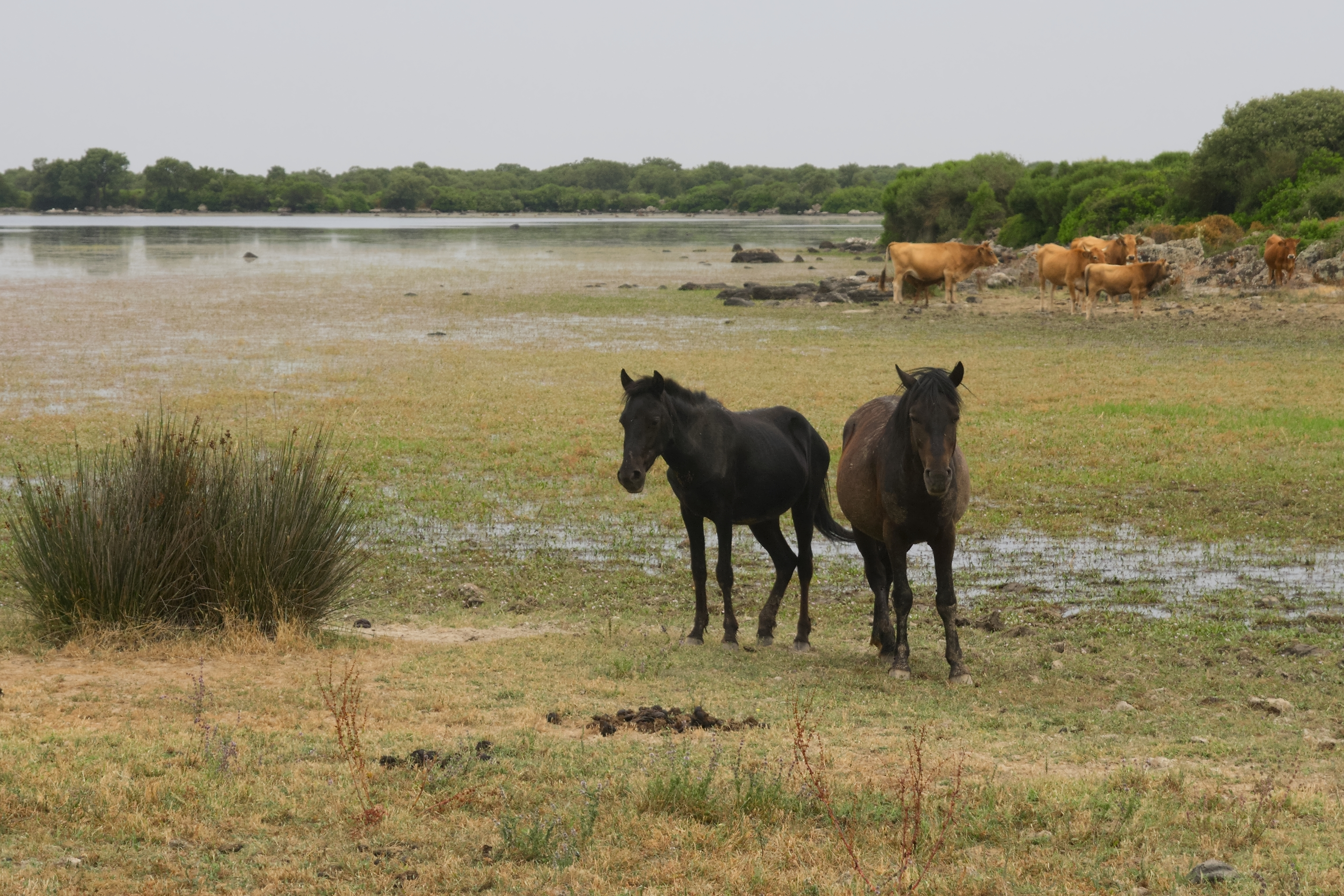
Chevaux de la Giara en semi-liberté avec des bovins.

Ce cheval fait partie des races animales spécifiques de la Sardaigne. Bien que le Giara vive sur la même île que le Sarcidano, les deux races occupent des régions séparées. En effet, le plateau basaltique de la Giara, qui forme le biotope de cette race, étendu sur 45 km2 et situé à 500 ou 600 mètres au-dessus du niveau de la mer, est entouré de montagnes qui empêchent les migrations de chevaux vers les vallées.
Les spécificités bio-écologiques du cheval de la Giara en font un riche héritage biologique, qu'il importe de préserver dans son environnement. Un petit nombre de chevaux ont été transférés vers les parcs régionaux d'Alghero.
Cette race native et indigène de la Sardaigne est indiquée comme étant rare sur DAD-IS. L'étude menée par l'université d'Uppsala, publiée en août 2010 pour la FAO, le signale comme race locale d'Europe en danger d'extinction. On dénombre en 2013 environ 500 sujets : 481 chevaux sont enregistrés en 2014.
L'ouvrage Equine Science (4e édition de 2012) le classe parmi les races de poneys peu connues au niveau international. Un musée du Cheval de la Giara se trouve à Genoni, dans la province d'Oristano : il est voué à la préservation et à la connaissance de cette race,.

## Filmographie
- Rolando Menardi (trad. de l'allemand), « La harde sauvage – Libres chevaux de Sardaigne » [« Pferde im Sturm – Das wilde Herz Sardiniens »], Voyages et découvertes, giara di Gesturi (it), Arte « Nature et animaux »,‎ 2020 (résumé, lire en ligne [vidéo])